# عین وریده
عین وریده (به عربی: عین وریدة) یک روستا در سوریه است که در ناحیه مرکزی سقیلبیه واقع شده‌است. عین وریده ۴۶۸ نفر جمعیت دارد.